# شاتوک (اکلاهما)
شاتوک(به انگلیسی: Shattuck) شهری در ایالت اکلاهما کشور ایالات متحده آمریکا است که جمعیت آن در سرشماری سال ۲۰۱۰ میلادی، ۱٬۳۵۶ نفر بوده‌است.